# Museo Arqueológico de Queronea
El Museo Arqueológico de Queronea es uno de los museos de Grecia. Se encuentra en Queronea, una localidad de Beocia. 
Está ubicado en un edificio que fue construido entre 1903 y 1908. Un terremoto que tuvo lugar en 1981 causó importantes daños en él, lo que se vio agravado por factores climáticos a lo largo de los años siguientes. Por ello, el museo tuvo que cerrar en 1995 y no fue rehabilitado hasta el año 2009.

## Colecciones
El museo contiene una colección de objetos procedentes de yacimientos arqueológicos del área, principalmente de Queronea, Lebadea, Orcómeno, Elatea, Éxarjos y Agios Teodoros pertenecientes a periodos comprendidos entre la prehistoria y la época de los primeros cristianos.
Entre ellos, destacan los fragmentos de frescos de Orcómeno, de época micénica; las estatuas de Cibeles, Deméter, Atenea Cranea, el emperador Adriano; una esfera de piedra con relieves en los que se representa a Helios y a Selene (el sol y la luna); un suelo de mosaico del siglo III a. C. con representaciones de las estaciones del año, un monumento funerario del siglo II y monedas y armas de la época macedónica.
Por otra parte, hay cerámica tanto de épocas prehistóricas como de periodos históricos procedentes de diversos yacimientos arqueológicos. El patio del museo alberga elementos arquitectónicos, pedestales, inscripciones epigráficas y columnas conmemorativas.